# Grand Prix 1946
Grand Prix-säsongen 1946 blev den första Grand Prix racing-säsongen efter andra världskriget. Det kördes inget organiserat mästerskap och endast tre tävlingar räknades som Grand Épreuves.

## Grand Épreuves
| Grand Prix             | Bana           | Vinnande förare | Vinnande tillverkare |
| ---------------------- | -------------- | --------------- | -------------------- |
| René le Bègue Cup      | Saint-Cloud    | Raymond Sommer  | Maserati             |
| Nationernas Grand Prix | Genève         | Giuseppe Farina | Alfa Romeo           |
| Turin Grand Prix       | Valentino Park | Achille Varzi   | Alfa Romeo           |

## Grand Prix-tävlingar
| Grand Prix               | Bana                    | Vinnande förare     | Vinnande tillverkare |
| ------------------------ | ----------------------- | ------------------- | -------------------- |
| Nice Grand Prix          | Nice                    | Luigi Villoresi     | Maserati             |
| Marseille Grand Prix     | Prado                   | Raymond Sommer      | Maserati             |
| Forez Grand Prix         | St Just-Andrezieux      | Raymond Sommer      | Maserati             |
| Paris Cup                | Bois de Boulogne        | Jean-Pierre Wimille | Alfa Romeo           |
| Frontières Grand Prix    | Chimay                  | Leslie Brooke       | ERA                  |
| Gransden Lodge           | Gransden Lodge Airfield | George Abecassis    | Bugatti              |
| Roussillons Grand Prix   | Perpignan               | Jean-Pierre Wimille | Alfa Romeo           |
| Bourgogne Grand Prix     | Dijon                   | Jean-Pierre Wimille | Alfa Romeo           |
| Albi Grand Prix          | Albi                    | Tazio Nuvolari      | Maserati             |
| Nantes Grand Prix        | Nantes                  | "Raph"              | Maserati             |
| Ulster Trophy            | Ballyclare              | Prince Bira         | ERA                  |
| Circuit des Trois Villes | Lille                   | Raymond Sommer      | Maserati             |
| Circuit des Trois Villes | Lille                   | Henri Louveau       | Maserati             |
| Milano Grand Prix        | Sempione Park           | Carlo Felice Trossi | Alfa Romeo           |
| Coupe du Salon           | Bois de Boulogne        | Raymond Sommer      | Maserati             |
| Gávea Circuit Race       | Gávea                   | Chico Landi         | Alfa Romeo           |
| Penya Rhin Grand Prix    | Pedralbes               | Giorgio Pelassa     | Maserati             |
| Boa Vista Grand Prix     | Rio de Janeiro          | Chico Landi         | Alfa Romeo           |